# Bufalodre
Bufalodre és un grup de música tradicional format a Valls l'estiu de 1995 com a mitja cobla (sac de gemecs, flabiol i tamborí) per Iris Gayete i Francesc Sans. Tots dos van començar dins del món de la música tradicional amb la gralla, però volien experimentar i conèixer altres instruments i formacions de música tradicional. A partir d'aquell mateix any s'afegiren de manera esporàdica a la formació Daniel Carbonell a la tarota i Judith Bofarull al violí (que més tard seria substituïda per Albert Carbonell). Fins al moment, la formació ha acompanyat balls i figures de bestiari popular com el ball de valencians de Tarragona o de Santa Margarida de la Riera de Gaià, els pastorets de Vilafranca o de Sitges, el ball de panderetes de Vilanova o el drac de Valls.
La majoria dels membres dels grups es dediquen a la docència i alguns també han fet investigació relacionada amb la música popular. En aquest sentit, el grup ha fet aportacions com la recuperació del contrapàs o el concert basat en les melodies festives de Valls. El seu repertori es basa en melodies recuperades a través de la recerca i de cançons de nova composició.